# Eli (韓国の歌手)
Eli（イライ、일라이、1991年3月13日（34歳） - ）は、韓国の歌手である。U-KISSのメンバーである。身長 180cm、体重 68kg、血液型O型。

## プロフィール
- 本名はキム・キョンジェ (김경재)
- 担当パートはラップ
- 趣味は音楽鑑賞、映画鑑賞、コンピューター
- 特技は英語、中国語（北京語）、テコンドー、カンフー
- 小さい頃の夢は消防士になることで、U-KISS加入する前の夢はアクション俳優になることだった。
- U-KISS加入前は北京の学校で2年間中国武術を学んでいた為、比較的中国語も堪能。
- デビュー当時、髪の色は黒く短髪だった。

## 来歴
- 2008年9月13日、NHメディアからU-KISSのメンバーとしてデビュー。
- 2014年6月にチ・ヨンスとの結婚を発表し[1]、2016年6月には男児が誕生した[2]。
- 2019年5月をもってNHメディアとの契約満了のため、U-KISSから脱退。
- 2021年8月11日、チ・ヨンスとの離婚が成立[3]。

## 出演

### テレビドラマ
- 「秋の運命」(タイ、韓国2010年)
- 「リアルスクール！」(2011年)
- 「フルハウス」(中国、2014年)